# Coccothrinax camagueyana
Coccothrinax camagueyana es una palma de la familia de las Arecaceae.

## Distribución
Es endémica de centro-oriente de Cuba. 
Henderson y sus colegas (1995) consideran C. camagueyana un sinónimo de Coccothrinax gundlachii.